# آبشورک
آبشورک، روستایی در دهستان ایسین بخش مرکزی شهرستان بندرعباس در استان هرمزگان ایران است.

## جمعیت
بر پایه سرشماری عمومی نفوس و مسکن در سال ۱۳۹۵، جمعیت این روستا برابر با ۲٬۰۵۹ نفر (۵۸۵ خانوار) بوده است.